# Oli (humorista)
Enrique Oliván Turrau, que firma simplemente como Oli, fue un historietista y humorista gráfico español (Huesca, 1933-Barcelona, 2000). Fue hermano de Ricardo Oliván, también dibujante.

## Biografía
Enrique Oliván (Oli) nace en Huesca el 20 de mayo de 1933. Estudia Derecho en la Universidad de Madrid (1950-1955).
Oli publica sus primeros chistes en el semanario "Don José" (1956). Durante esa época, inicia un vagabundeo por Europa, afincándose dos años en Suecia. Allí alterna el dibujo con toda clase de trabajos.
En 1959 se instala en Barcelona. Trabaja como redactor en la editorial Bruguera y colabora durante cinco años en la revista "La Codorniz".
Realiza una página diaria en el periódico "Solidaridad Nacional" (1966-68), junto con Turnes y Perich.
En 1967 publica chistes políticos para el periódico "Information" de Copenhague.
Entra en el periódico "El Correo Catalán" como editorial cartoonist (1970-77). También publica una columna semanal de textos humorísticos. Durante 6 años publica en el suplemento dominical del mismo periódico, una Antología del Humor Mundial.
En 1978 entra en el periódico "La Vanguardia" como editorial cartoonist, donde permanece hasta su jubilación.
Desde 1980 es también colaborador asiduo de la revista "El Jueves".
Sus trabajos han aparecido también en numerosas publicaciones extranjeras, siendo las más notables: "Punch" y "The Times" (GB), "Esquire" (USA), "Tages Anzeiger", "Schweizer Illustrierte", "Die Tat" (CH), "Se", "Dagens Nyheter", "Expressen", "Aftonbladet" (S), "Die Zeit", "Die Welt", "Quick" (D), "Spontan", "Konkret", etc.
Asimismo, sus dibujos han sido recogidos en varias Selecciones Mundiales.
Ha creado y dirigido varios cómics.
Fallece el 24 de diciembre de 2000 en Barcelona.

## Obra
| Años | Título                             | Colaboradores   | Tipo                 | Publicación                                                                |
| ---- | ---------------------------------- | --------------- | -------------------- | -------------------------------------------------------------------------- |
| 1962 | Majareto                           |                 | Serie                | El DDT                                                                     |
| 1969 | Oligrafías                         |                 | Serie                | Gran Pulgarcito                                                            |
| 1970 | Humor gráfico español del siglo XX |                 | Monografía colectiva | Salvat/Alianza Editorial: Biblioteca Básica Salvar de Libros RTVE, núm. 46 |
| 1977 | Solidaridad con El Papus           |                 | Monografía colectiva | Varias editoriales                                                         |
| 1982 | Los últimos de Villapiñas          | José García/Jan | Serie                | JAuJA                                                                      |
| 1985 | Contamos con los dedos             |                 | Monografía           | Península                                                                  |
| 1992 | Tablao Nasional                    |                 | Monografía           | El Jueves: Mini Pendones del Humor, núm. 4                                 |

## Legado
Sus dibujos pueden verse en el Museo del Humor y la Caricatura (Basilea), Museo de Serrablo (Huesca), Museo de Historia Contemporánea (Haus der Geschichte Bonn), Casa del Humor y la Sátira de Gabrovo (Bulgaria).